# Самойлов, Сергей Иванович (член Государственной думы)
Серге́й Ива́нович Само́йлов (1859, Симбирская губерния — после 1918) — русский офицер и общественный деятель, член IV Государственной думы от Симбирской губернии.

## Биография
Из потомственных дворян Симбирской губернии. Землевладелец Алатырского уезда (205 десятин).
В 1879 году окончил Казанское пехотное юнкерское училище, в 1881 году был произведен в офицеры. Пробыл на службе до 1886 года, когда вышел в запас в чине поручика и поселился в своем имении, где занялся сельским хозяйством и общественной деятельностью.
В 1890—1906 годах служил земским начальником, с 1888 года избирался гласным Алатырского уездного и Симбирского губернского земств, почетным мировым судьей по Алатырскому уезду. Также избирался Алатырским уездным предводителем дворянства (1906—1915) и председателем Алатырской уездной земской управы (1907—1914). Дослужился до чина действительного статского советника (1913). Состоял членом Общества возрождения художественной Руси.
В 1912 году был избран членом Государственной думы от Симбирской губернии 2-м съездом городских избирателей. Входил во фракцию русских националистов и умеренно-правых (ФНУП), после её раскола в августе 1915 — в группу сторонников П. Н. Балашова. Состоял членом комиссий: по судебным реформам, продовольственной, финансовой, по направлению законодательных предложений, по борьбе с немецким засильем, по исполнению государственной росписи доходов и расходов.
В годы Первой мировой войны организовал в Алатыре попечительский комитет Великой княжны Татьяны Николаевны. Во время Февральской революции находился в Симбирской губернии, Временным комитетом Государственной думы был назначен агентом по Симбирскому участку реки Волга уполномоченного Распорядительного комитета по водным перевозкам А. И. Новикова.
В 1918 году, после Октябрьской революции, был арестован, но затем освобождён. Дальнейшая судьба неизвестна.
Брат — Пётр Иванович Самойлов (1856 — 1921). Отец  — Самойлов Иван Александрович (1828 — 1895).

## Награды
- Орден Святого Станислава 3-й ст.;
- Орден Святой Анны 3-й ст. (1901);
- Орден Святого Станислава 2-й ст. (1908).

- Медаль «В память царствования императора Александра III»;
- Медаль «За труды по первой всеобщей переписи населения»;
- Медаль «В память 300-летия царствования дома Романовых» (1913).